# F–100 Super Sabre
Az F–100 Super Sabre a North American repülőgépgyár szuperszonikus, sugárhajtású vadászrepülőgépe, amely az Egyesült Államok Légierejében (USAF) 1954–1971 között, a Légi Nemzeti Gárda (ANG) állományában 1979-ig állt rendszerben. Az amerikai „százas sorozat” (Century Series) első típusa, egyben az USAF első, vízszintes repülésben szuperszonikus sebességre  képes vadászgépe volt. Az F–100-ast eredetileg az F–86 Sabre légifölény-vadászgép nagyobb teljesítményű utódjának tervezték.
Széles körű harci alkalmazására vadászbombázóként, a vietnámi háborúban került sor. Később csapásmérő feladatkörben a 2 Mach sebességre képes F–105 Thunderchief, közvetlen támogatási feladatkörben pedig a hatékonyabb szubszonikus A–7 Corsair II váltotta fel. Szolgált számos NATO-tagállam és az USA egyéb szövetségeseinek légierejében is.